# Mikoyan-Gourevitch MiG I-250
Le Mikoyan-Gourevitch I-250, parfois appelé MiG-13, fait partie d'un programme d'urgence soviétique, en 1944, destiné à développer un chasseur à hautes performances pour faire face au nouvel appareil allemand équipé d'un turboréacteur, le Messerschmitt Me 262.

## Historique et développement

Diagramme de l'installation du motoréacteur de l'I-250.

En 1944, le comité d'État pour la défense de l'URSS (GKO) ordonna aux grands avionneurs soviétiques de construire des « avions à réaction ». Ne disposant d'aucun réacteur à cette époque, le bureau d'étude de Mikoyan décida d'équiper un avion d'un groupe propulseur combiné ; il comprenait un moteur à pistons de 1 650 ch et un motoréacteur. La puissance du moteur à pistons était transmise d'une part à l'hélice et d'autre part à un compresseur alimentant une chambre de combustion. On avait un gain de puissance conséquent, puisqu'on ajoutait à la puissance du moteur celle du compresseur et de sa chambre de combustion ; à 7 000 m, la puissance globale était de 2 800 ch.

## Vie opérationnelle
Le premier prototype sortit des usines le 26 février 1945 soit seulement 11 mois après le début du programme.
Seize I-250 furent livrés à l'aviation navale de le flotte de la Baltique à partir de juillet 1947. En mai 1948, tous les I-250 furent retirés du service opérationnel, sans jamais avoir été engagés dans des combats.

### Aéronefs comparables
- Bereznyak-Isayev BI-1 (projet 1932-1945)